# Ukleja biała
Ukleja biała, ukleja włoska (Alburnus albidus) – gatunek słodkowodnej ryby z rodziny karpiowatrych (Cyprinidae).

## Występowanie
Endemit południowych Włoch. Żyje stadnie w wodach stojących i wolno płynących. Przebywa przy powierzchni wody.

## Opis
Podobna do uklei. Różni się od niej liczbą promieni w płetwie odbytowej (14|16).